# Valtatie 28
Pour les articles homonymes, voir Route nationale 28.
La route nationale 28 (en finnois : Valtatie 28, en suédois : Riksväg 28) est une route nationale de Finlande menant de Kokkola à Kajaani.
Elle mesure 246 kilomètres de long.

## Trajet
La route nationale 28 traverse les villes et (municipalités) suivantes :
- Kokkola
- Kannus
- Sievi
- Kälviä
- Nivala (84 km)
- Haapavesi
- Kärsämäki (125 km)
- Siikalatva
- Pyhäntä (159 km)
- Mainua, Kajaani